# Farmers Branch
Farmers Branch é uma cidade localizada no estado norte-americano do Texas, no Condado de Dallas.

## Demografia
Segundo o censo norte-americano de 2000, a sua população era de 27.508 habitantes.
Em 2006, foi estimada uma população de 26.583, um decréscimo de 925 (-3.4%).

## Geografia
De acordo com o United States Census Bureau tem uma área de 31,1 km², dos quais 31,1 km² cobertos por terra e 0,0 km² cobertos por água.

## Localidades na vizinhança
O diagrama seguinte representa as localidades num raio de 12 km ao redor de Farmers Branch.